# Jolanta Januchtaová
Jolanta Januchtaová (* 16. ledna 1955) je bývalá polská atletka, halová mistryně Evropy v běhu na 800 metrů.

## Kariéra
Na olympiádě v Moskvě v roce 1980 doběhla ve finále běhu na 800 metrů šestá. Ve stejné sezóně se stala halovou mistryní Evropy v této disciplíně. O dva roky později získala na této trati na halovém mistrovství Evropy třetí místo. Celkem desetkrát se stala mistryní Polska v běhu na 800 metrů.
Osobní rekordy:
- 400 m – 52,53 (rok 1982)
- 800 m – 1:56,95 (rok 1980)
- 1000 m – 2:32,70 (rok 1981)
- 1500 m – 4:10,68 (rok 1981)